# Amtsgericht Wiesloch

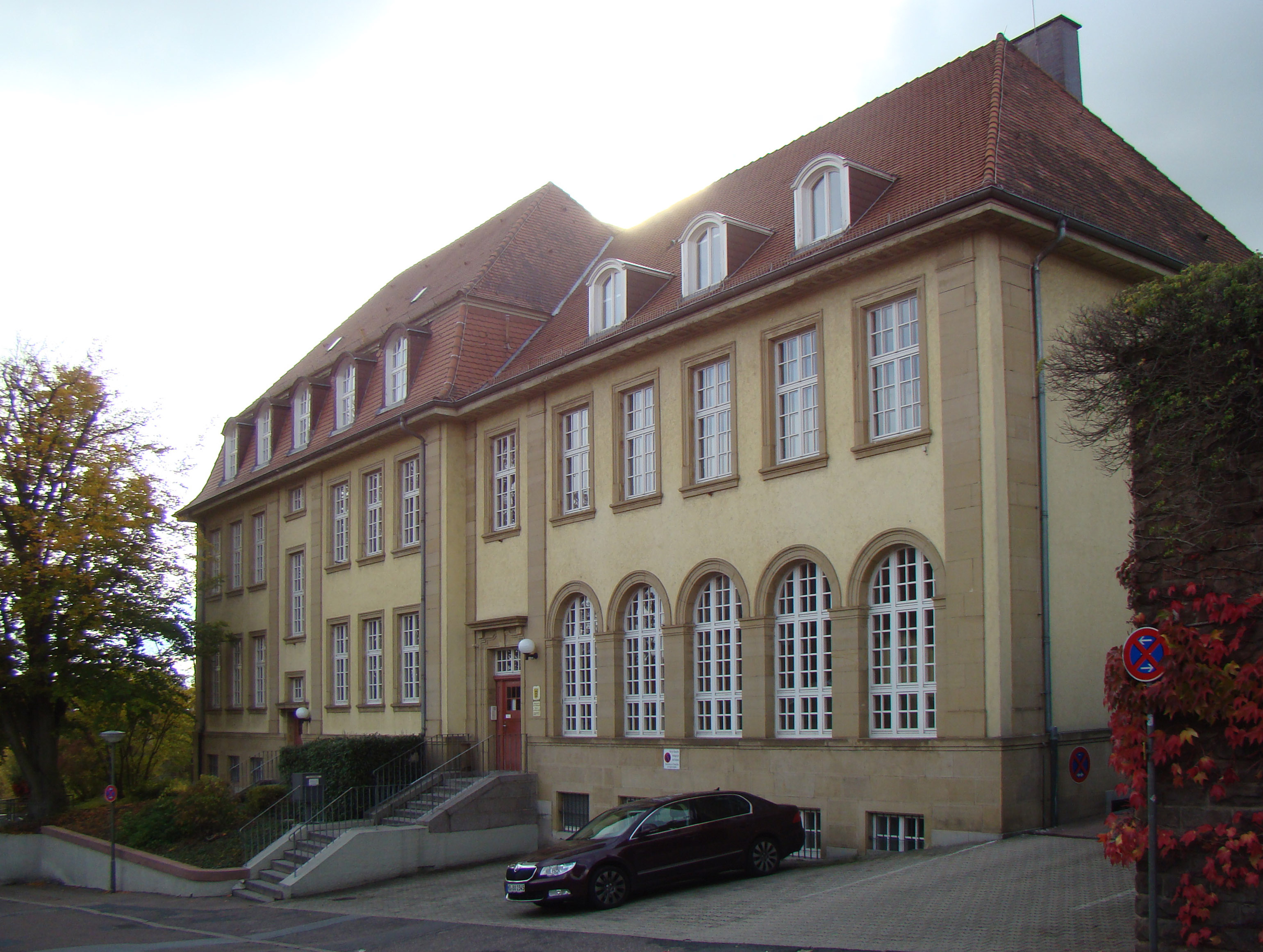
Gerichtsgebäude

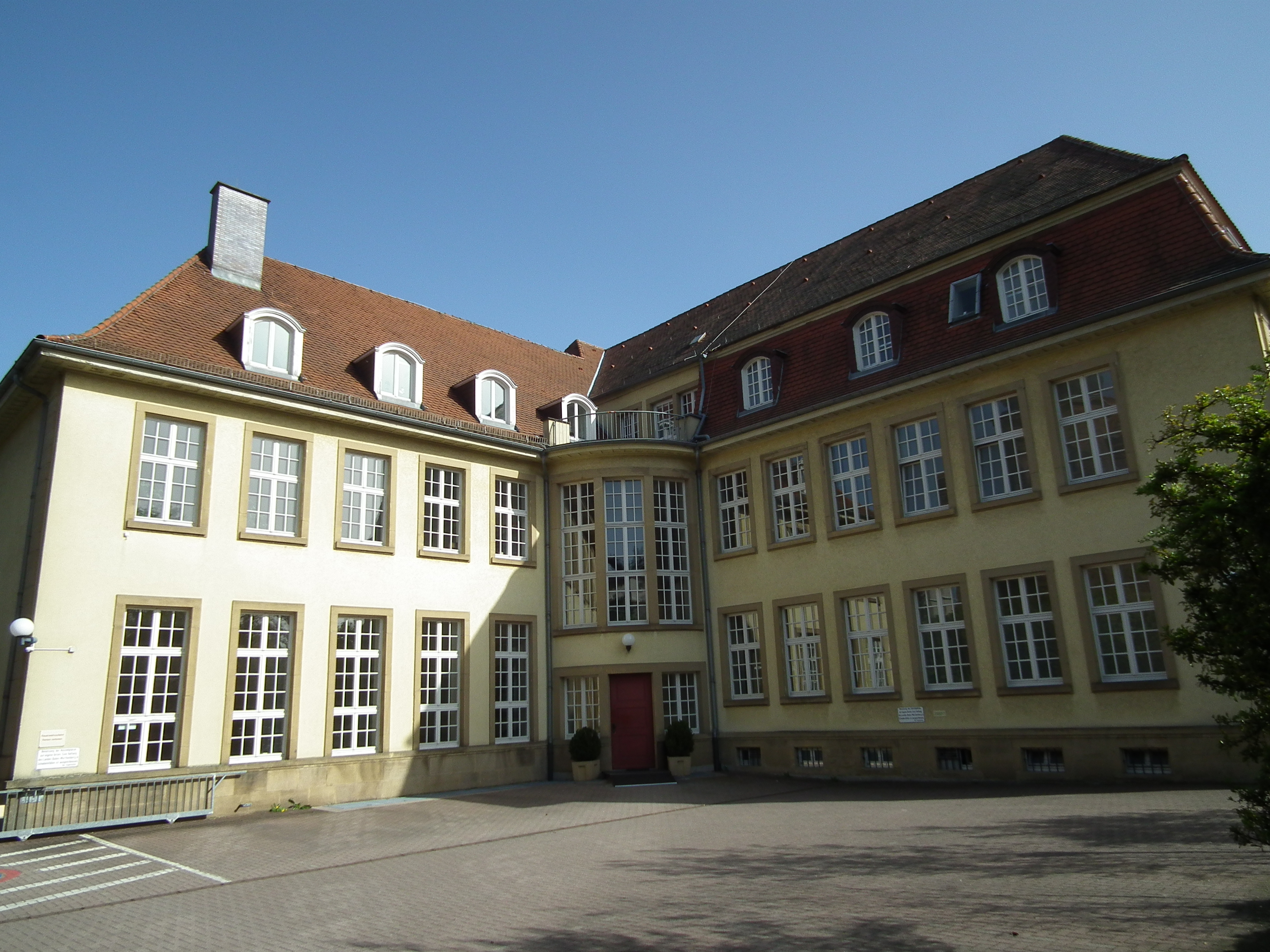
Rückansicht

Das Amtsgericht Wiesloch ist ein Gericht der ordentlichen Gerichtsbarkeit und eines von drei Amtsgerichten (AG) im Bezirk des Landgerichts Heidelberg.

## Gerichtssitz und -bezirk
Sitz des Gerichts ist Wiesloch im Rhein-Neckar-Kreis. Der Gerichtsbezirk erstreckt sich auf die Städte und Gemeinden Dielheim, Rauenberg, Malsch, Mühlhausen, St. Leon-Rot, Walldorf und Wiesloch. In ihm leben etwa 75.000 Menschen.
Verfahren in Insolvenz-, Zwangsversteigerungs- und Zwangsverwaltungssachen aus dem Bezirk des AG Wiesloch werden zentral beim Amtsgericht Heidelberg bearbeitet. Das Handels- und das Vereinsregister werden beim Amtsgericht Mannheim als Registergericht geführt. Mahnverfahren werden beim Amtsgericht Stuttgart als zentralem Mahngericht für ganz Baden-Württemberg bearbeitet.

## Gebäude
Das Gericht ist in dem Gebäude Bergstraße 3 in Wiesloch untergebracht.

## Organisation
Geleitet wird das Amtsgericht Wiesloch von der Direktorin des Amtsgerichts, Heneka. Dem Amtsgericht Wiesloch unmittelbar übergeordnet ist das Landgericht Heidelberg. Zuständiges Oberlandesgericht ist das Oberlandesgericht Karlsruhe.